# جام ملت‌های آفریقا ۲۰۱۰
جام ملت‌های آفریقا ۲۰۱۰ (انگلیسی: 2010 Africa Cup of Nations) بیست و هفتمین دوره از رقابت‌های جام ملت‌های آفریقا بود که به میزبانی کشور آنگولا برگزار شد. ۱۶ تیم در ۴ گروه ۴ تیمی به رقابت پرداختند. تیم ملی فوتبال مصر در این دوره از رقابت‌ها برای هفتمین بار در جام ملت‌های آفریقا به مقام قهرمانی رسید.

## انتخاب میزبان
کشورهای متقاضی:
- آنگولا
- گابن /  گینه استوایی
- لیبی
- نیجریه

کشورهایی که میزبانی آن‌ها به تأیید اولیه نرسید :
- بنین /  جمهوری آفریقای مرکزی
- بوتسوانا
- موزامبیک
- نامیبیا
- سنگال
- زیمبابوه

در تاریخ ۴ سپتامبر ۲۰۰۶ کنفدراسیون فوتبال آفریقا (CAF) پس از رد درخواست میزبانی نیجریه، از سایر کشورهای متقاضی درخواست کرد که برای میزبانی جام ملت‌های آفریقا باهم به توافق برسند. بدین ترتیب در رای‌گیری نشست کمیته اجرایی کنفدراسیون فوتبال آفریقا در قاهره مصر، موافقت شد که سه دوره بعدی جام ملت‌های آفریقا به ترتیب در سال ۲۰۱۰ به میزبانی کشور آنگولا، در سال ۲۰۱۲ به میزبانی مشترک کشورهای گینه استوایی و گابن و در سال ۲۰۱۴ به میزبانی کشور لیبی برگزار شود.
میزبانی سال ۲۰۱۰ به دلیل حضور این کشور در مسابقات جام جهانی ۲۰۰۶ آلمان، زمینه‌سازی میزبانی برای کشورهای جدید، و نیز حرکت در مسیر صلح پس از جنگ داخلی آنگولا اعطا شد.
کشور نیجریه به دلیل این که دو بار سابقه میزبانی داشت درخواست میزبانی اش رد شد و مقرر شد که به عنوان میزبان ذخیره جام ملت‌های ۲۰۱۰، ۲۰۱۲ و ۲۰۱۴ باشد تا در صورتی است که هر یک از کشورهای میزبان نتواند شرایط مورد نیاز CAF را برآورده سازد، جایگزین آن گردد.

## بازی‌های مقدماتی
کنفدراسیون فوتبال آفریقا اعلام کرد که مسابقات مقدماتی جام جهانی ۲۰۱۰ در قاره آفریقا همزمان به عنوان مسابقات مقدماتی جام ملت‌های آفریقا ۲۰۱۰ محسوب می‌شود؛ بنابراین با وجود این که آنگولا میزبان جام ملت‌های آفریقا در سال ۲۰۱۰ بود، آن‌ها مجبور به شرکت در مسابقات مقدماتی بودند تا بتوانند سهمیه حضور در جام جهانی ۲۰۱۰ را کسب کنند. وضعیت مشابهی برای آفریقای جنوبی وجود داشت. اگر چه آن‌ها میزبان جام جهانی ۲۰۱۰ بودند، ولی آن‌ها هم باید در مسابقات مقدماتی شرکت می‌کردند تا بتوانند حائز شرایط حضور در رقابت‌های جام ملت‌های آفریقا ۲۰۱۰ شوند.

### تیم‌های راه یافته به مرحله نهایی
- الجزایر
- آنگولا (میزبان)
- بنین
- بورکینافاسو
- کامرون
- ساحل عاج
- مصر
- گابن
- غنا
- مالاوی
- مالی
- موزامبیک
- نیجریه

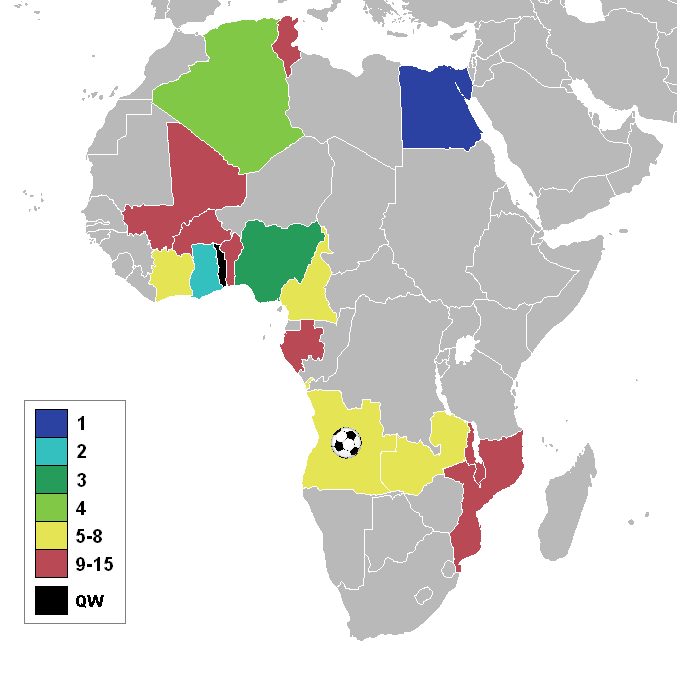
تیم‌های راه یافته به جام ملت‌های آفریقا ۲۰۱۰

- توگو (انصراف به دلیل حمله مسلحانه به تیم ملی توگو در آنگولا)
- تونس
- زامبیا

## ورزشگاه‌ها
| لوآندا                     | لوآنداکابیندابنگوئلالوبنگو · | کابیندا                       |
| -------------------------- | ---------------------------- | ----------------------------- |
| Estádio 11 de Novembro     | لوآنداکابیندابنگوئلالوبنگو · | Estádio Nacional do Chiazi    |
|                            | لوآنداکابیندابنگوئلالوبنگو · |                               |
| ظرفیت: ۵۰٬۰۰۰              | لوآنداکابیندابنگوئلالوبنگو · | ظرفیت: ۲۰٬۰۰۰                 |
| بنگوئلا                    | لوآنداکابیندابنگوئلالوبنگو · | لوبنگو                        |
| Estádio Nacional de Ombaka | لوآنداکابیندابنگوئلالوبنگو · | Estádio Nacional da Tundavala |
|                            | لوآنداکابیندابنگوئلالوبنگو · |                               |
| ظرفیت: ۳۵٬۰۰۰              | لوآنداکابیندابنگوئلالوبنگو · | ظرفیت: ۲۰٬۰۰۰                 |

## سیدبندی و قرعه کشی مسابقات
۱۶ تیم به ۴ گلدان تقسیم شدند که در گلدان شماره ۱، تیم ملی فوتبال آنگولا میزبان مسابقات، تیم ملی فوتبال مصر به دلیل بیشترین قهرمانی در مسابقات، تیم ملی فوتبال کامرون و تیم ملی فوتبال ساحل عاج به عنوان دو تیم برتر ۳ دوره اخیر رقابت‌ها قرار گرفتند. سایر تیم‌ها بر اساس سوابق خود در سه دوره اخیر رقابت‌ها رده‌بندی و در گلدان مربوطه قرار داده شدند. قرعه کشی مسابقات نهایی در تاریخ ۲۰ نوامبر ۲۰۰۹ در لواندا پایتخت جمهوری آنگولا صورت گرفت و ۱۶ تیم در ۴ گروه ۴ تیمی قرار گرفتند.
| گلدان ۱                          | گلدان ۲                    | گلدان ۳                                 | گلدان ۴                                |
| -------------------------------- | -------------------------- | --------------------------------------- | -------------------------------------- |
| آنگولا · مصر · کامرون · ساحل عاج | غنا · نیجریه · تونس · مالی | زامبیا · بنین · الجزایر · توگو (انصراف) | بورکینافاسو · موزامبیک · گابن · مالاوی |

## اسامی داوران مسابقات
| داوران | کمک داوران |
| --- | --- |
| Mohamed Benouza Hélder Martins de Carvalho Coffi Codjia نوماندیز دوئه آسام عبدالفتاح کومان کولیبالی Rajindraparsad Seechurn خلیل الغمدی Badara Diatta ادی مایلت Daniel Bennett جرومه دامون Khalid Abdel Rahman Kokou Djaoupe Kacem Bennaceur Muhmed Ssegonga | Inácio Manuel Candido Desire Gahungu Evarist Menkouande Nasser Sadek Abdel Nabi Angesom Ogbamariam Ayuba Haruna حسن کامرانی‌فر Fooad El Maghrabi Moffat Champiti Redouane Achik Peter Edibe Mohammed Al Ghamdi Enock Molefe Celestin Ntagungira Bechir Hassani Kenneth Chichenga |

## مرحله گروهی

### قوانین صعود به دور بعد
جایی که دو یا چند تیم واجد امتیاز مساوی در مرحله گروهی باشند رتبه‌بندی آن‌ها با معیارهای زیر تعیین می‌شود:
1. امتیاز بدست آمده در مسابقات بین تیم‌های مربوطه؛
2. تفاضل گل در مسابقات بین تیم‌های مربوطه؛
3. تعداد گلهایی که در مسابقات گروهی بین تیم‌های مربوطه به ثمر رساند؛
4. تعداد گلهای دور در مسابقات بین تیم‌های مورد نظر؛
5. تفاوت گل در تمام مسابقات گروهی؛
6. تعداد گلها در تمام مسابقات گروهی؛
7. تصمیم‌گیری کمیته سازماندهی مسابقات.

| راهنمای رنگ‌های جدول                      |
| ---------------------------------------- |
| تیم‌های راه یافته به مرحله یک چهارم نهایی |

### گروه A
| تیم     | بازی | برد | مساوی | باخت | گل زده | گل خورده | تفاضل گل | امتیاز |
| ------- | ---- | --- | ----- | ---- | ------ | -------- | -------- | ------ |
| آنگولا  | ۳    | ۱   | ۲     | ۰    | ۶      | ۴        | +۲       | ۵      |
| الجزایر | ۳    | ۱   | ۱     | ۱    | ۱      | ۳        | −۲       | ۴      |
| مالی    | ۳    | ۱   | ۱     | ۱    | ۷      | ۶        | +۱       | ۴      |
| مالاوی  | ۳    | ۱   | ۰     | ۲    | ۴      | ۵        | −۱       | ۳      |

- تیم ملی فوتبال الجزایر براساس قوانین صعود به دور بعد به دلیل برتری برابر تیم ملی فوتبال مالی در بازی بین دو تیم به مرحله بعد راه یافت.

| آنگولا                                                         | ۴–۴    | مالی                                          |
| -------------------------------------------------------------- | ------ | --------------------------------------------- |
| فلاویو ۳۶'، ۴۲' · Gilberto ۶۷' (پنالتی) · Manucho ۷۴' (پنالتی) | Report | کیتا ۷۹'، ۹۰+۳' · کانوته ۸۸' · Yatabaré ۹۰+۴' |

| مالاوی                                    | ۳–۰    | الجزایر |
| ----------------------------------------- | ------ | ------- |
| Mwafulirwa ۱۷' · Kafoteka ۳۵' · Banda ۴۸' | Report |         |

| مالی | ۰–۱    | الجزایر  |
| ---- | ------ | -------- |
|      | Report | حلیش ۴۳' |

| آنگولا                   | ۲–۰    | مالاوی |
| ------------------------ | ------ | ------ |
| فلاویو ۴۹' · Manucho ۵۵' | Report |        |

| آنگولا | ۰–۰    | الجزایر |
| ------ | ------ | ------- |
|        | Report |         |

| مالی                               | ۳–۱    | مالاوی         |
| ---------------------------------- | ------ | -------------- |
| کانوته ۱' · کیتا ۳' · Bagayoko ۸۵' | Report | Mwafulirwa ۵۸' |

### گروه B
| تیم         | بازی                   | برد                    | مساوی                  | باخت                   | گل زده                 | گل خورده               | تفاضل گل               | امتیاز                 |
| ----------- | ---------------------- | ---------------------- | ---------------------- | ---------------------- | ---------------------- | ---------------------- | ---------------------- | ---------------------- |
| ساحل عاج    | ۲                      | ۱                      | ۱                      | ۰                      | ۳                      | ۱                      | +۲                     | ۴                      |
| غنا         | ۲                      | ۱                      | ۰                      | ۱                      | ۲                      | ۳                      | −۱                     | ۳                      |
| بورکینافاسو | ۲                      | ۰                      | ۱                      | ۱                      | ۰                      | ۱                      | −۱                     | ۱                      |
| توگو        | انصراف، رد صلاحیت رسمی | انصراف، رد صلاحیت رسمی | انصراف، رد صلاحیت رسمی | انصراف، رد صلاحیت رسمی | انصراف، رد صلاحیت رسمی | انصراف، رد صلاحیت رسمی | انصراف، رد صلاحیت رسمی | انصراف، رد صلاحیت رسمی |

- تیم ملی فوتبال توگو پس از حاضر نشدن در بازی نخست برابر تیم ملی فوتبال غنا به صورت رسمی از شرکت در جام ملت‌های آفریقا ۲۰۱۰ رد صلاحیت شد و بازی‌های گروه B باحضور ۳ تیم برگزار شد.[۶]

| ساحل عاج | ۰–۰    | بورکینافاسو |
| -------- | ------ | ----------- |
|          | Report |             |

| غنا | برگزار نشد | توگو |
| --- | ---------- | ---- |
|     |            |      |

| بورکینافاسو | برگزار نشد | توگو |
| ----------- | ---------- | ---- |
|             |            |      |

| ساحل عاج                            | ۳–۱    | غنا                 |
| ----------------------------------- | ------ | ------------------- |
| جروینیو ۲۳' · تینی ۶۶' · دروگبا ۹۰' | Report | جیان ۹۰+۳' (پنالتی) |

| بورکینافاسو | ۰–۱    | غنا        |
| ----------- | ------ | ---------- |
|             | Report | آ. آیو ۳۰' |

| ساحل عاج | برگزار نشد | توگو |
| -------- | ---------- | ---- |
|          |            |      |

### گروه C
| تیم      | بازی | برد | مساوی | باخت | گل زده | گل خورده | تفاضل گل | امتیاز |
| -------- | ---- | --- | ----- | ---- | ------ | -------- | -------- | ------ |
| مصر      | ۳    | ۳   | ۰     | ۰    | ۷      | ۱        | +۶       | ۹      |
| نیجریه   | ۳    | ۲   | ۰     | ۱    | ۵      | ۳        | +۲       | ۶      |
| بنین     | ۳    | ۰   | ۱     | ۲    | ۲      | ۵        | −۳       | ۱      |
| موزامبیک | ۳    | ۰   | ۱     | ۲    | ۲      | ۷        | −۵       | ۱      |

| مصر                          | ۳–۱    | نیجریه     |
| ---------------------------- | ------ | ---------- |
| متعب ۳۴' · حسن ۵۴' · جدّو‎ ۸۷' | Report | اوباسی ۱۲' |

| موزامبیک            | ۲–۲    | بنین                                          |
| ------------------- | ------ | --------------------------------------------- |
| Miro ۲۹' · Fumo ۵۴' | Report | Omotoyossi ۱۴' (پنالتی) · Khan ۲۰' (گل‌به‌خودی) |

| نیجریه              | ۱–۰    | بنین |
| ------------------- | ------ | ---- |
| یاکوبو ۴۲' (پنالتی) | Report |      |

| مصر                           | ۲–۰    | موزامبیک |
| ----------------------------- | ------ | -------- |
| Khan ۴۷' (گل‌به‌خودی) · جدّو‎ ۸۱' | Report |          |

| مصر                   | ۲–۰    | بنین |
| --------------------- | ------ | ---- |
| المحمدی ۷' · متعب ۲۳' | Report |      |

| نیجریه                           | ۳–۰    | موزامبیک |
| -------------------------------- | ------ | -------- |
| اودموینگی ۴۵'، ۴۷' · مارتینس ۸۶' | Report |          |

### گروه D
| تیم    | بازی | برد | مساوی | باخت | گل زده | گل خورده | تفاضل گل | امتیاز |
| ------ | ---- | --- | ----- | ---- | ------ | -------- | -------- | ------ |
| زامبیا | ۳    | ۱   | ۱     | ۱    | ۵      | ۵        | ۰        | ۴      |
| کامرون | ۳    | ۱   | ۱     | ۱    | ۵      | ۵        | ۰        | ۴      |
| گابن   | ۳    | ۱   | ۱     | ۱    | ۲      | ۲        | ۰        | ۴      |
| تونس   | ۳    | ۰   | ۳     | ۰    | ۳      | ۳        | ۰        | ۳      |

| تیم    | بازی | برد | مساوی | باخت | گل زده | گل خورده | تفاضل گل | امتیاز |
| ------ | ---- | --- | ----- | ---- | ------ | -------- | -------- | ------ |
| زامبیا | ۲    | ۱   | ۰     | ۱    | ۴      | ۴        | ۰        | ۳      |
| کامرون | ۲    | ۱   | ۰     | ۱    | ۳      | ۳        | ۰        | ۳      |
| گابن   | ۲    | ۱   | ۰     | ۱    | ۲      | ۲        | ۰        | ۳      |

- بر اساس قوانین صعود به دور بعد، در صورت مساوی شدن امتیازات تیم‌ها، تنها نتایج مسابقات بین همین تیم‌ها در نظر گرفته شد (در این صورت، نتایج آن‌ها در برابر تونس حذف و جدول جدید شامل ۳ تیم تشکیل شد که در بالا نشان داده شده‌است). هر سه تیم از لحاظ امتیازات کسب شده و تفاضل گل، یکسان بودند و بر اساس گلهایی که به ثمر رسانده بودند یعنی زامبیا ۴ گل، کامرون ۳ گل و گابن ۲ گل رده‌بندی شدند. بدین ترتیب تیم‌های ملی فوتبال زامبیا و کامرون به دور بعد راه یافتند.

| کامرون | ۰–۱    | گابن       |
| ------ | ------ | ---------- |
|        | Report | Cousin ۱۷' |

| زامبیا         | ۱–۱    | تونس        |
| -------------- | ------ | ----------- |
| J. Mulenga ۱۹' | Report | الذوادی ۴۰' |

| گابن | ۰–۰    | تونس |
| ---- | ------ | ---- |
|      | Report |      |

| کامرون                            | ۳–۲    | زامبیا                                  |
| --------------------------------- | ------ | --------------------------------------- |
| جرمی ۶۸' · اتوئو ۷۲' · ادریسو ۸۶' | Report | J. Mulenga ۸' · C. Katongo ۸۱' (پنالتی) |

| گابن                | ۱–۲    | زامبیا                    |
| ------------------- | ------ | ------------------------- |
| F. Do Marcolino ۸۳' | Report | Kalaba ۲۸' · Chamanga ۶۲' |

| کامرون                 | ۲–۲    | تونس                              |
| ---------------------- | ------ | --------------------------------- |
| اتوئو ۴۷' · انگیمو ۶۴' | Report | Chermiti ۱' · چدجو ۶۳' (گل‌به‌خودی) |

## مرحله حذفی
تمامی زمان‌ها به وقت محلی است. (یوتی‌سی ۱:۰۰+)
|  | یک‌چهارم نهایی              | یک‌چهارم نهایی       |                    |         | نیمه‌نهایی‌ | نیمه‌نهایی‌ |  |  | نهایی               | نهایی |
|  |                            |                     |                    |         |           |           |  |  |                     |       |
|  | ۲۴ ژانویه – لوآندا         |                     |                    |         |           |           |  |  |                     |       |
|  |                            |                     |                    |         |           |           |  |  |                     |       |
|  | آنگولا                     | ۰                   |                    |         |           |           |  |  |                     |       |
|  | آنگولا                     | ۰                   | ۲۸ ژانویه – لوآندا |         |           |           |  |  |                     |       |
|  | غنا                        | ۱                   |                    |         |           |           |  |  |                     |       |
|  | غنا                        | ۱                   | غنا                | ۱       |           |           |  |  |                     |       |
|  | ۲۵ ژانویه – لوبنگو، آنگولا |                     | غنا                | ۱       |           |           |  |  |                     |       |
|  |                            | نیجریه              | ۰                  |         |           |           |  |  |                     |       |
|  | زامبیا                     | نیجریه              | ۰                  | ۰ (۴)   |           |           |  |  |                     |       |
|  | زامبیا                     |                     | ۳۱ ژانویه – لوآندا | ۰ (۴)   |           |           |  |  |                     |       |
|  | نیجریه (ضربات پنالتی)      | ۰ (۵)               |                    |         |           |           |  |  |                     |       |
|  | نیجریه (ضربات پنالتی)      | ۰ (۵)               | غنا                | ۰       |           |           |  |  |                     |       |
|  | ۲۴ ژانویه – Cabinda        |                     | غنا                | ۰       |           |           |  |  |                     |       |
|  |                            | مصر                 | ۱                  |         |           |           |  |  |                     |       |
|  | ساحل عاج                   | مصر                 | ۱                  | ۲       |           |           |  |  |                     |       |
|  | ساحل عاج                   | ۲۸ ژانویه – بنگوئلا |                    | ۲       |           |           |  |  |                     |       |
|  | الجزایر (وقت اضافه)        | ۳                   |                    |         |           |           |  |  |                     |       |
|  | الجزایر (وقت اضافه)        | ۳                   | الجزایر            | ۰       | مکان سوم  | مکان سوم  |  |  |                     |       |
|  | ۲۵ ژانویه – بنگوئلا        |                     | الجزایر            | ۰       | مکان سوم  | مکان سوم  |  |  |                     |       |
|  |                            | مصر                 | ۴                  |         |           |           |  |  |                     |       |
|  | مصر (وقت اضافه)            | مصر                 | ۴                  | ۳       | نیجریه    | ۱         |  |  |                     |       |
|  | مصر (وقت اضافه)            |                     |                    | ۳       | نیجریه    | ۱         |  |  |                     |       |
|  | کامرون                     | ۱                   |                    | الجزایر | ۰         |           |  |  |                     |       |
|  | کامرون                     | ۱                   |                    |         | ۰         |           |  |  |                     |       |
|  |                            |                     |                    |         |           |           |  |  | ۳۰ ژانویه – بنگوئلا |       |
|  |                            |                     |                    |         |           |           |  |  |                     |       |

### یک چهارم نهایی
| آنگولا | ۰–۱    | غنا      |
| ------ | ------ | -------- |
|        | Report | جیان ۱۵' |

| ساحل عاج           | ۲–۳ (و.ا.) | الجزایر                               |
| ------------------ | ---------- | ------------------------------------- |
| کالو ۴' · کیتا ۸۹' | Report     | متمور ۳۹' · بوقره ۹۰+۲' · Bouazza ۹۲' |

| مصر                     | ۳–۱ (و.ا.) | کامرون    |
| ----------------------- | ---------- | --------- |
| حسن ۳۷'، ۱۰۴' · جدّو‎ ۹۲' | Report     | امانا ۲۵' |

| زامبیا                                            | ۰–۰ (و.ا.) | نیجریه                                      |
| ------------------------------------------------- | ---------- | ------------------------------------------- |
|                                                   | Report     |                                             |
| ضربات پنالتی                                      |            |                                             |
| Chivuta · C. Katongo · مایوکا · Nyirenda · Mweene | ۴–۵        | میکل · مارتینس · اوبینا · اودموینگی · انیما |

### نیمه نهایی
| غنا      | ۱–۰    | نیجریه |
| -------- | ------ | ------ |
| جیان ۲۱' | Report |        |

| الجزایر | ۰–۴    | مصر                                                          |
| ------- | ------ | ------------------------------------------------------------ |
|         | Report | عبد ربه ۳۸' (پنالتی) · زیدان ۶۵' · عبدالشافی ۸۰' · جدّو‎ ۹۰+۲' |

### رده‌بندی
| نیجریه     | ۱–۰    | الجزایر |
| ---------- | ------ | ------- |
| اوبینا ۵۶' | Report |         |

### دیدار پایانی
| غنا | ۱-۰    | مصر      |
| --- | ------ | -------- |
|     | Report | ۸۵' ناجی |

## قهرمان
| قهرمان جام ملت‌های آفریقا ۲۰۱۰ |
| ----------------------------- |
| · مصر · هفتمین عنوان          |

## جوایز
- بهترین بازیکن:  احمد حسن[۷]
- بازیکن اخلاق:  احمد فتحی[۷]
- پدیده مسابقات:  جدّو‎[۷]
- بهترین دروازه‌بان:  عصام الحضری[۷]
- بهترین گلزن:  جدّو‎[۷]

### یازده بازیکن منتخب جام
تیم منتخب جام براساس تأثیرگذاری بازیکنان توسط کمیته علمی مسابقات (TSG) انتخاب شد.
| دروازه‌بان   | مدافعان                     | هافبک‌ها                                     | مهاجمان                       |
| ----------- | --------------------------- | ------------------------------------------- | ----------------------------- |
| عصام الحضری | مجید بوقره وائل جمعه Mabiná | احمد فتحی پیتر اودموینگی الکس سانگ احمد حسن | آساموا جیان محمد زیدان فلاویو |

ذخیره‌ها
- ریچارد کینگسان
- جدّو‎
- Emmanuel Mbola
- کریم زیانی
- آشیل امانا
- کوادوو آساموا
- سیدو کیتا
- آندره آیو
- Eric Mouloungui
- چیندو اوباسی
- سالومون کالو
- Jacob Mulenga

## گلزنان
| ۵ گل - جدّو‎ ۳ گل - فلاویو - احمد حسن - آساموا جیان - سیدو کیتا ۲ گل - Manucho - ساموئل اتوئو - عماد متعب - Russel Mwafulirwa - فردریک کانوته - پیتر اودموینگی - Jacob Mulenga ۱ گل - Hameur Bouazza - مجید بوقره - رفیق حلیش - کریم متمور - Gilberto | ۱ گل - Razak Omotoyossi - آشیل امانا - جرمی - محمدو ادریسو - لاندری انگیمو - دیدیه دروگبا - جروینیو - سالومون کالو - عبدالقادر کیتا - سیاکا تینی - محمد عبدالشافی - حسنی عبد ربه - احمد المحمدی - محمد زیدان - Daniel Cousin - Fabrice Do Marcolino - آندره آیو - Davi Banda - Elvis Kafoteka - Mamadou Bagayoko - Mustapha Yatabaré | ۱ گل - Fumo - Miro - اوبافمی مارتینس - چیندو اوباسی - ویکتور اوبینا - یاکوبو ایگبنی - Amine Chermiti - زهیر الذوادی - James Chamanga - Rainford Kalaba - Christopher Katongo گل به خودی ۲ گل - Dario Khan (در بازی مقابل بنین و مصر) ۱ گل - اورلین چدجو (در بازی مقابل تونس) |

## توپ مسابقات
توپ رسمی مسابقات، Adidas Jabulani آنگولا نام داشت که یک نسخه اصلاح شده از Adidas Jabulani بود که در جام جهانی ۲۰۱۰ آفریقای جنوبی استفاده شده بود با این تفاوت که براساس رنگ پرچم آنگولا طراحی شده بود.

## حمله به اتوبوس تیم ملی فوتبال توگو
در تاریخ ۸ ژانویه ۲۰۱۰، اتوبوس تیم ملی فوتبال توگو توسط افراد مسلح در کابیندا، آنگولا که به مسابقات قهرمانی جام ملت‌های آفریقا سفر کرده بود، مورد حمله قرار گرفت. به دنبال این حمله سخنگوی فدراسیون فوتبال توگو اعلام کرد در این حادثه، کمک مربی تیم Améleté Abalo، نماینده مطبوعاتی Stanislaud Ocloo و همچنین راننده تیم جان باختند. گروه جدایی طلبان جبهه آزادی کابیندا (FLEC-PM) مسئولیت حمله را بر عهده گرفت. تیم توگو در روز بعد وارد رقابت‌ها شد و بازیکنان در ابتدا تصمیم گرفتند به این ترتیب یاد قربانیان را گرامی دارند، اما بلافاصله توسط دولت توگو به آن‌ها دستور بازگشت داده شد.
پس از خروج آن‌ها از آنگولا، توگو به دلیل شرکت نکردن در بازی نخست خود در گروه B در برابر غنا در تاریخ ۱۱ ژانویه، به‌طور رسمی از این مسابقات محروم شد.
در تاریخ ۳۰ ژانویه ۲۰۱۰، کنفدراسیون فوتبال آفریقا حضور توگو را در دو دوره بعدی جام ملت‌های آفریقا ممنوع اعلام کرد و این تیم را ۵۰٬۰۰۰ دلار به دلیل «دخالت دولت در خروج از مسابقات» جریمه کرد.
به این ترتیب توگو قادر به حضور در جام ملت‌های آفریقا تا مسابقات سال ۲۰۱۵ نبود، اما این ممنوعیت در تاریخ ۱۴ مه ۲۰۱۰ توسط دادگاه عالی داوری برای ورزش لغو شد. .